# Atchison, Topeka and Santa Fe Railway
Pour les articles homonymes, voir Santa Fe.
L'Atchison, Topeka and Santa Fe Railway (sigle de l'AAR: ATSF), souvent abrégé en Santa Fe, était l'une des plus grandes compagnies de chemin de fer des États-Unis. La compagnie fut créée en février 1859. Bien que ce chemin de fer fut baptisé en partie du nom de la capitale du Nouveau-Mexique, sa ligne principale n'y passa jamais à cause de la difficulté du terrain ; Santa Fe ne fut reliée que par un embranchement depuis Lamy (en). La première ligne du Santa Fe relia la frontière du Kansas et du Colorado en 1873, et atteignit Pueblo, dans le Colorado, en 1876. Afin d'assurer la rentabilité du chemin de fer, le Santa Fe ouvrit des agences immobilières afin de vendre des fermes sur les terres que lui avait allouées le Congrès. Ces nouvelles fermes allaient entraîner une demande de transport ferroviaire aussi bien de marchandises que de voyageurs.
Toujours innovant, le Santa Fe était un des pionniers dans le service fret intermodal, et alla jusqu'à inclure des bateaux et une flotte aérienne ponctuelle, la Santa Fe Skyway. Une ligne de bus permettait à la compagnie d'étendre son service voyageur vers des zones inaccessibles par le rail. Des ferry boats traversant la baie de San Francisco, permettaient aux voyageurs d'arriver jusqu'à la côte Pacifique. L'ATSF cessa officiellement ses opérations le 31 décembre 1996, lorsqu'il fusionna avec le Burlington Northern Railroad pour former le Burlington Northern and Santa Fe Railway (BNSF). Son siège social se situait à Chicago.

## Les premiers pas

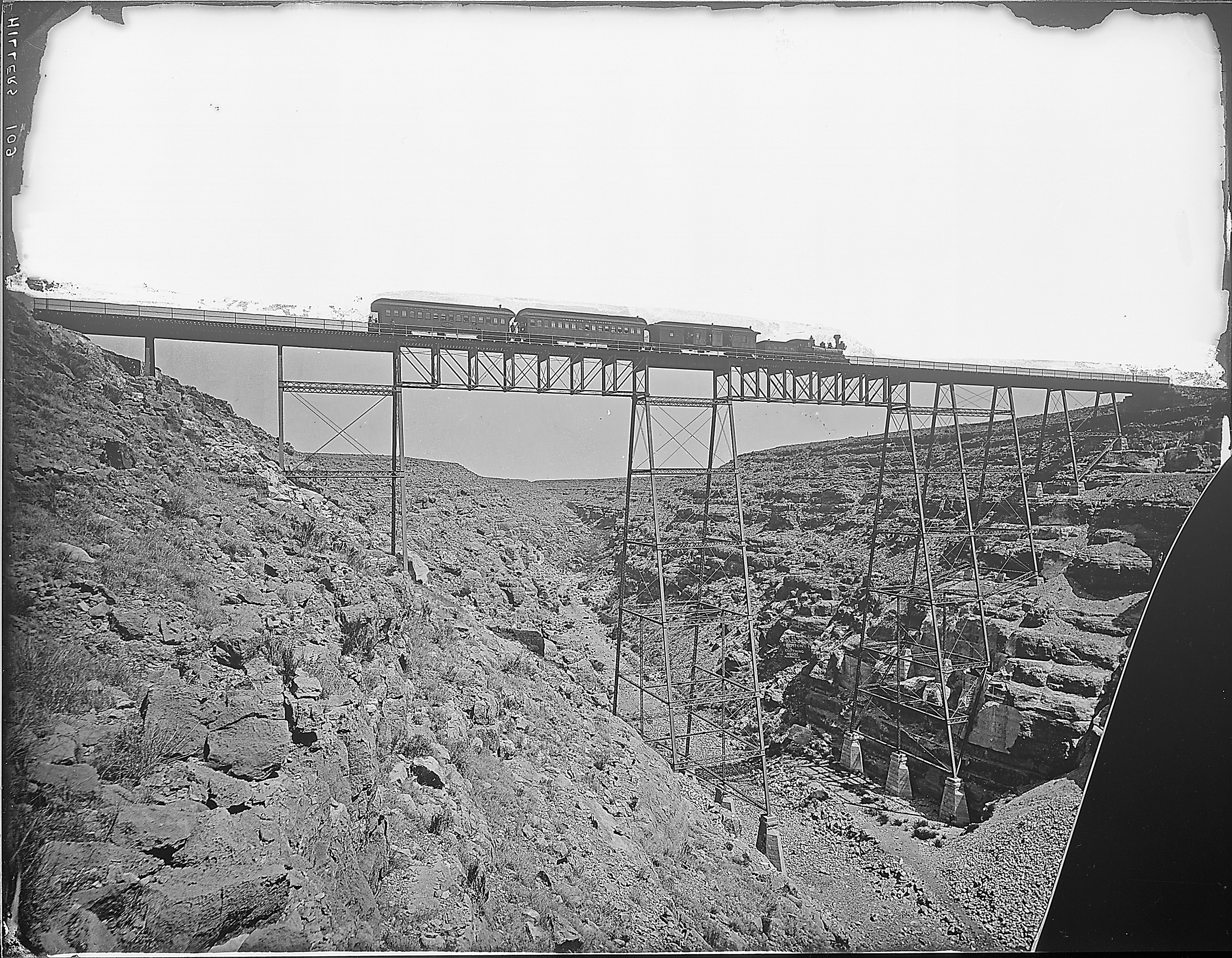
Train Santa Fe traversant Canyon Diablo, Arizona. Années 1870.

Il fut créé le 11 février 1859 sous le nom d'Atchison and Topeka Railroad Company dans le but de relier Topeka, (Kansas) à Santa Fe (Nouveau-Mexique), puis au golfe du Mexique. Le 3 mai 1863, deux ans après que le Kansas eût rejoint les États-Unis, la compagnie prit le nouveau nom d'Atchison, Topeka and Santa Fe Railroad. Le premier coup de pioche fut donné le 30 octobre 1868 à Topeka. Prenant le cap à l'ouest, le premier ouvrage d'art fut réalisé sur la rivière Kansas. Le premier tronçon Topeka / Pauline ouvrit le 26 avril 1869, moins d'un mois avant l'achèvement de la première ligne ferroviaire transcontinentale. Dodge City fut atteint le 5 septembre 1872, permettant de concurrencer la compagnie Kansas Pacific Railway dans le transport du bétail. La frontière entre le Colorado et le Kansas fut atteinte le 23 décembre 1873. En joignant Pueblo (Colorado) le 1er mars 1876, le Santa Fe put acheminer le charbon du Colorado vers l'est. Afin de peupler le Kansas et d'assurer des revenus pour sa ligne, le Santa Fe se lança dans une vigoureuse campagne de colonisation. Les rentrées d'argent allaient servir à financer la traversée des montagnes Rocheuses.

## La traversée des Rocheuses

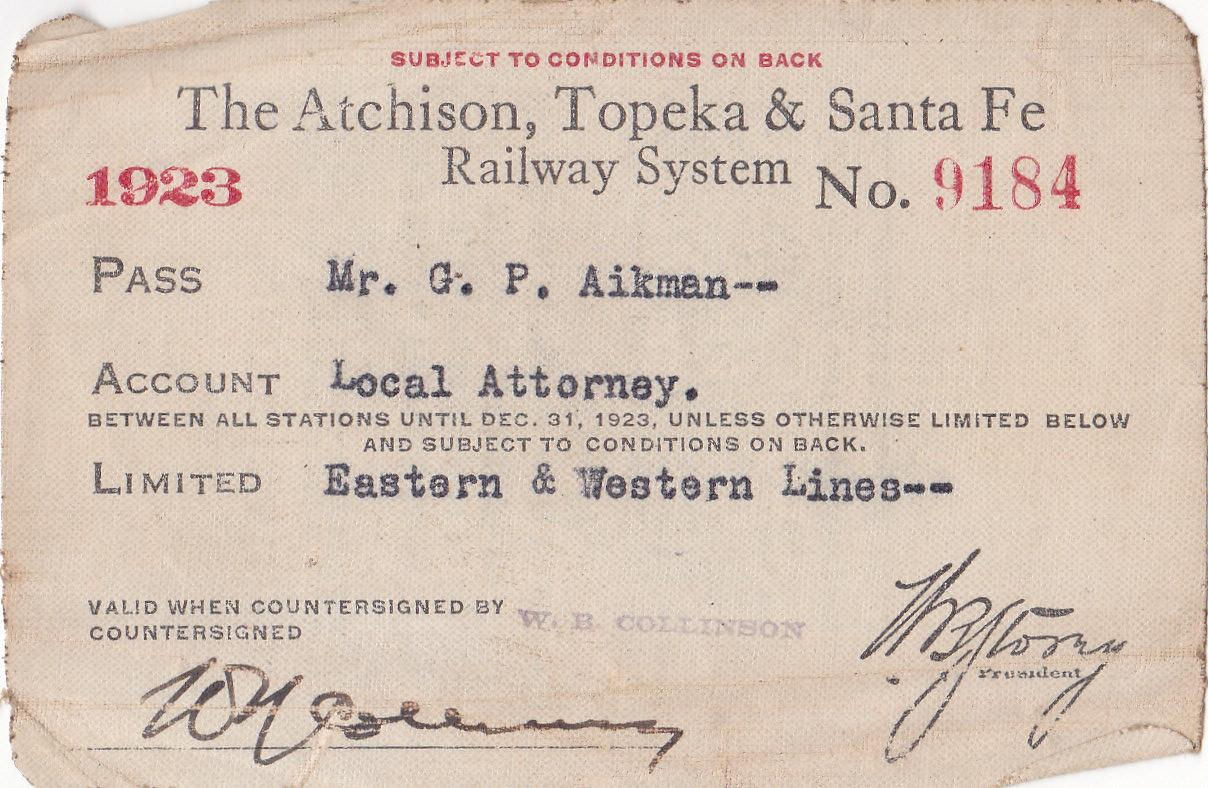
Billet du Santa Fe de 1923.

Vers le sud: le 26 février 1878, le Santa Fe fut autorisé à construire une ligne au sud de Trinidad, reliant La Junta à Raton via Raton Pass (en). À cette fin fut créée la compagnie New Mexico and Southern Pacific Railroad qui permit au Santa Fe d'entrer au Nouveau-Mexique le 7 décembre 1878, malgré toutes les tentatives de blocages réalisées par la compagnie Southern Pacific Railroad.

Vers l'ouest : il était très important de pouvoir relier Leadville, au cœur de la région minière la plus productive du Colorado : l'activité minière débuta en 1859 avec l'or et 20 ans après avec l'argent. Pour joindre ces mines du Colorado et du nord du Nouveau-Mexique, le Santa Fe envisageait une ligne partant de Pueblo, longeant la  rivière Arkansas et traversant Royal Gorge, un canyon. Mais ce goulot d'étranglement ne permettant le passage que d'une seule compagnie, il entraîna un conflit armé entre le Santa Fe et la compagnie Denver and Rio Grande Western Railroad ou Rio Grande. Après deux ans de guérilla connue sous le nom de Royal Gorge Railroad War (en), le gouvernement fédéral imposa le traité de Boston le 2 février 1880, dans lequel le Rio Grande construirait sa voie dans Royal Gorge sans faire d'extension vers Santa Fe, tandis que le Santa Fe louerait un droit de passage dans cette gorge au Rio Grande sans avoir le droit de joindre Denver et Leadville.

## Face à la concurrence

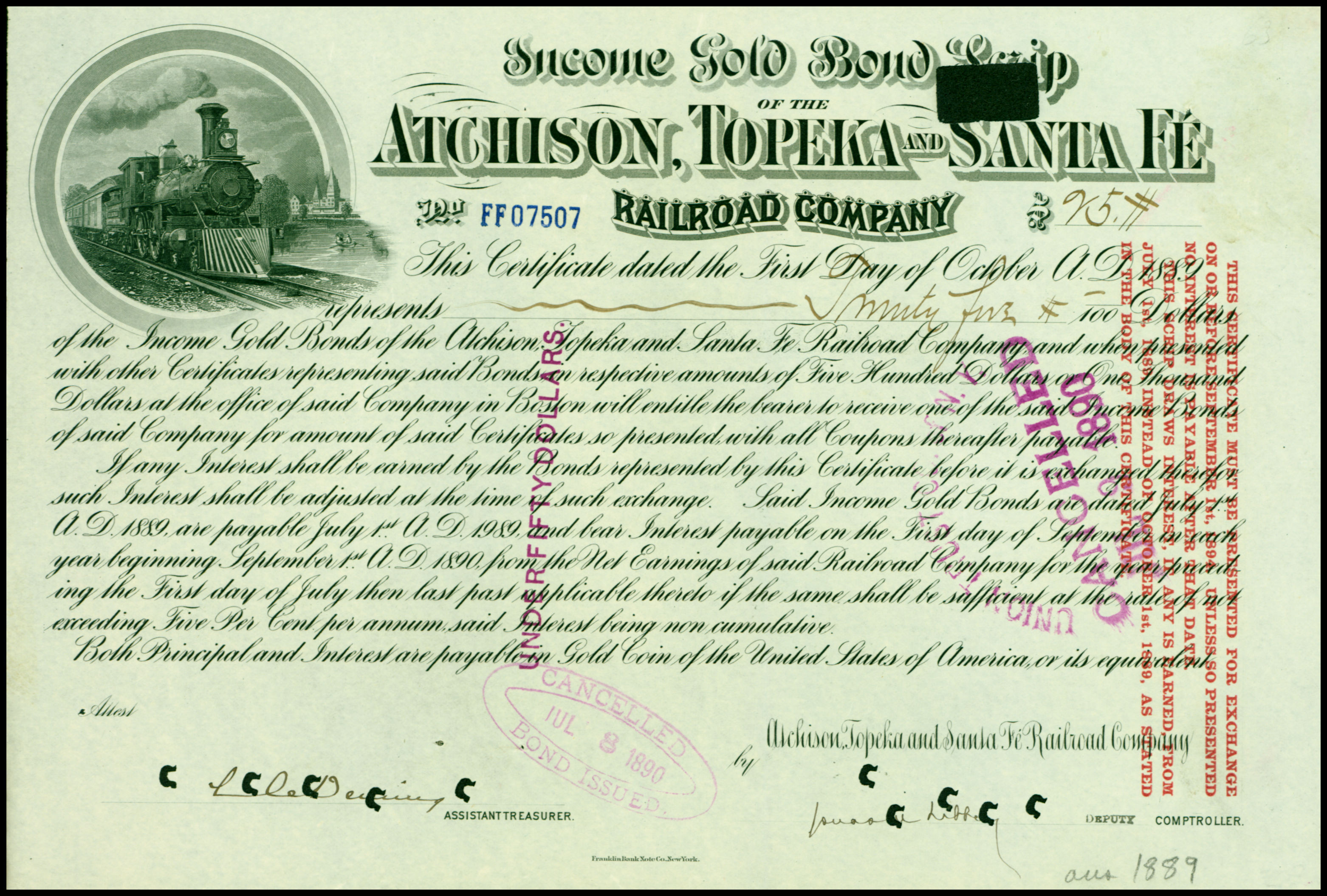
Goldbond de l'Atchison, Topeka and Santa Fe Railroad Company, en date du 1. Octobre 1889.

Quelques années plus tard, près avoir franchi Raton Pass (en), le Santa Fe entra à nouveau en conflit armé avec Southern Pacific Railroad en Arizona et en Californie. Il y eut par exemple à Colton (Californie) en septembre 1883, la « frog war » qui opposa violemment California Southern Railroad (en) — filiale du Santa Fe — à Southern Pacific.
À la fin des années 1880, George C. Magoun (en), qui venait d'être nommé président du conseil d'administration de la compagnie, commença à tomber malade. La détérioration de sa santé entraîna une chute des actions de 140 $ à 20 $. Il mourut le 20 décembre 1893 et le Santa Fe fut placé en redressement judiciaire dès le 23 décembre. Trois administrateurs judiciaires furent désignés : J.W. Reinhart, John J. McCook, et Joseph C. Wilson. Le Santa Fe fut réorganisé sous le nom d'Atchison, Topeka and Santa Fe Railway le 10 décembre 1895.

## La poursuite de l'expansion

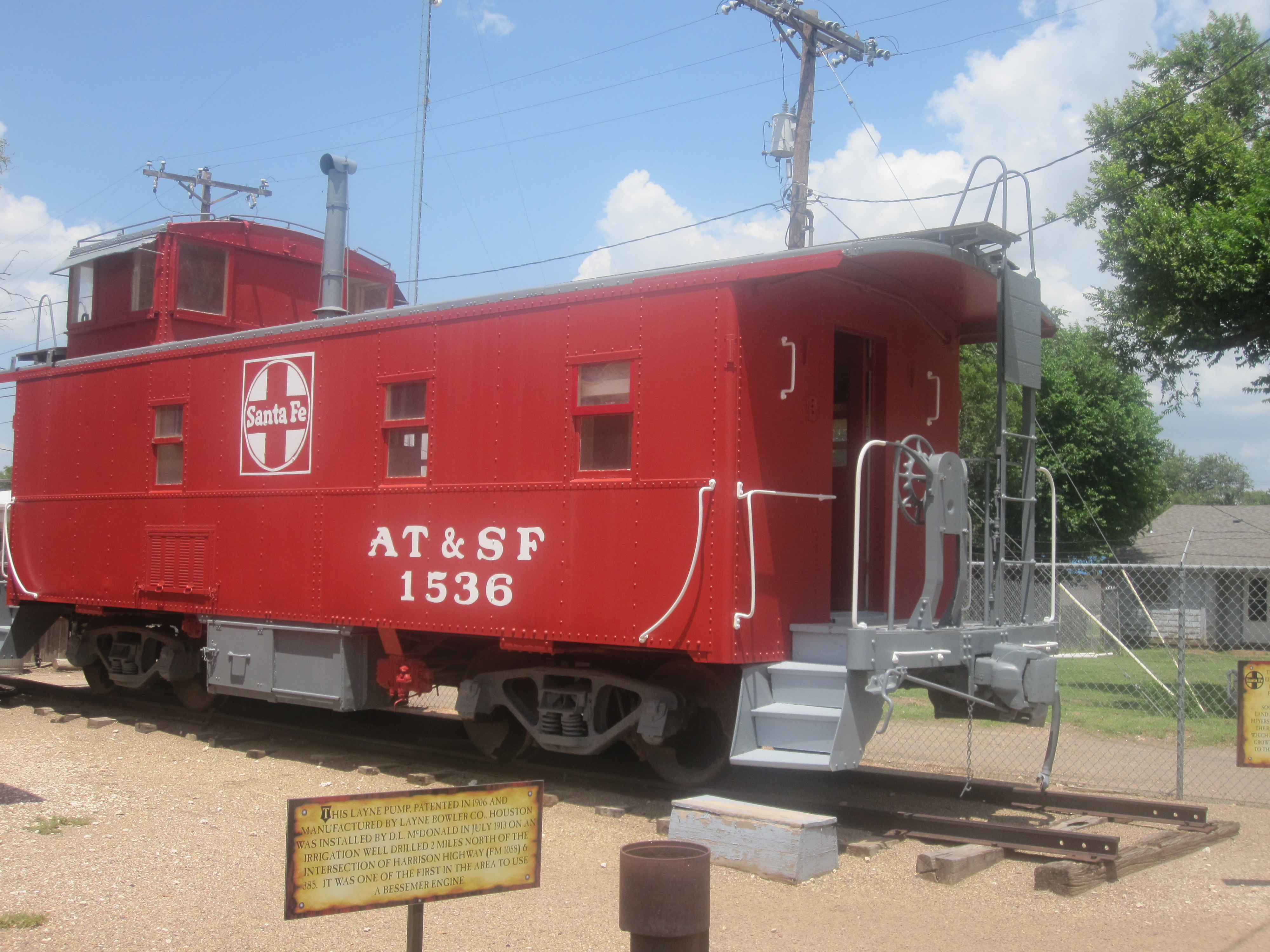
Van du Sante Fe.

Le Santa Fe se développa activement grâce à des fusions, des filiales, ou des locations.
- California Arizona & Santa Fe Railway (1911-1963): filiale non opérationnelle de l'ATSF.
  - Santa Fe Prescott & Phoenix Railway (1892-1911)
    - Arizona and California Railway (1903-1905)
    - Bradshaw Mountain Railroad (1902-1912) — a non-operating subsidiary
    - Prescott and Eastern Railroad (1897-1911)
    - Phoenix and Eastern Railroad (1895-1908)
- California Southern Railroad (1880-1906): filiale créée pour construire une liaison entre les futurs villes de Barstow et San Diego (California).
- Grand Canyon Railway (1901-1942): filiale opérationnelle en 1902, puis non opérationnelle en 1924.
  - Santa Fe & Grand Canyon Railroad (1897-1901)
- Minkler Southern Railway Company (1913-1992?): filiale créée pour construire la portion dite Porterville-Orosi District, entre Minkler et Ducor (California).
- New Mexico & Arizona Railroad (1882-1897): filiale de l'ATSF; puis de 1897 à 1934, filiale non opérationnelle du SP.
- New Mexico & Southern Pacific Railroad Company (1878-?): filiale constituée pour construire la ligne du Raton Pass au Nouveau-Mexique.
- Santa Fe Pacific Railroad (1897-1902)
  - Atlantic & Pacific Railroad (1880-1897)
- Sonora Railway: filiale opérationnelle en 1879.
- Verde Valley Railway (1913-1942): existence uniquement juridique à Clarkdale (Arizona).
- Western Arizona Railway (1906-1931): filiale du Santa Fe reliant Kingman à Chloride.
  - Arizona & Utah Railway (1899-1933)

Ainsi entre 1870 et 1945, la croissance fut impressionnante; le réseau passa de 100 à 21 100 km, le fret de 98 900 à 59 565 000 tonnes, les passagers de 33 600 à 11 264 000, les locomotives de 6 à 1 759, les wagons de 141 à 81 974 pour le fret et 1 436 pour les voyageurs. Il fut un des précurseurs du Transport intermodal.

## La fusion ratée
Le Santa Fe et Southern Pacific annoncèrent leur fusion le 23 décembre 1983 pour former Santa Fe Southern Pacific Corporation (en) ; très confiantes, les compagnies adoptèrent une nouvelle livrée dite « Kodachrome » et le nom SPSF Railway. Mais l'Interstate Commerce Commission (ICC) refusa la fusion, avançant qu'elle constituerait trop de doublons dans le réseau. La signification du sigle SPSF fut alors détournée avec ironie en « Shouldn't Paint So Fast » (« il n'aurait pas fallu peindre si vite »).

## La naissance du BNSF
Tandis que Southern Pacific ne se remettait pas de cette fusion ratée, l'ATSF fusionna le 31 décembre 1996 avec Burlington Northern Railroad pour former Burlington Northern and Santa Fe Railway (BNSF). Depuis le 24 janvier 2005, cette compagnie est officiellement appelée BNSF Railway.

## Les trains de voyageurs
Le Santa Fe était largement connu pour ses trains de voyageurs durant la première moitié du XXe siècle. Le Santa Fe introduisit de nombreuses innovations comme les voitures panoramiques Pleasure Dome sur le Super Chief en 1951 (« The only dome car[s] between Chicago and Los Angeles »), ou les voitures Big Dome ou à double étage Hi-Level sur le El Capitan en 1954. Déjà en 1891, il fut l'un des premiers à ajouter des voitures restaurants, suivant l'exemple de Northern Pacific et d'Union Pacific.

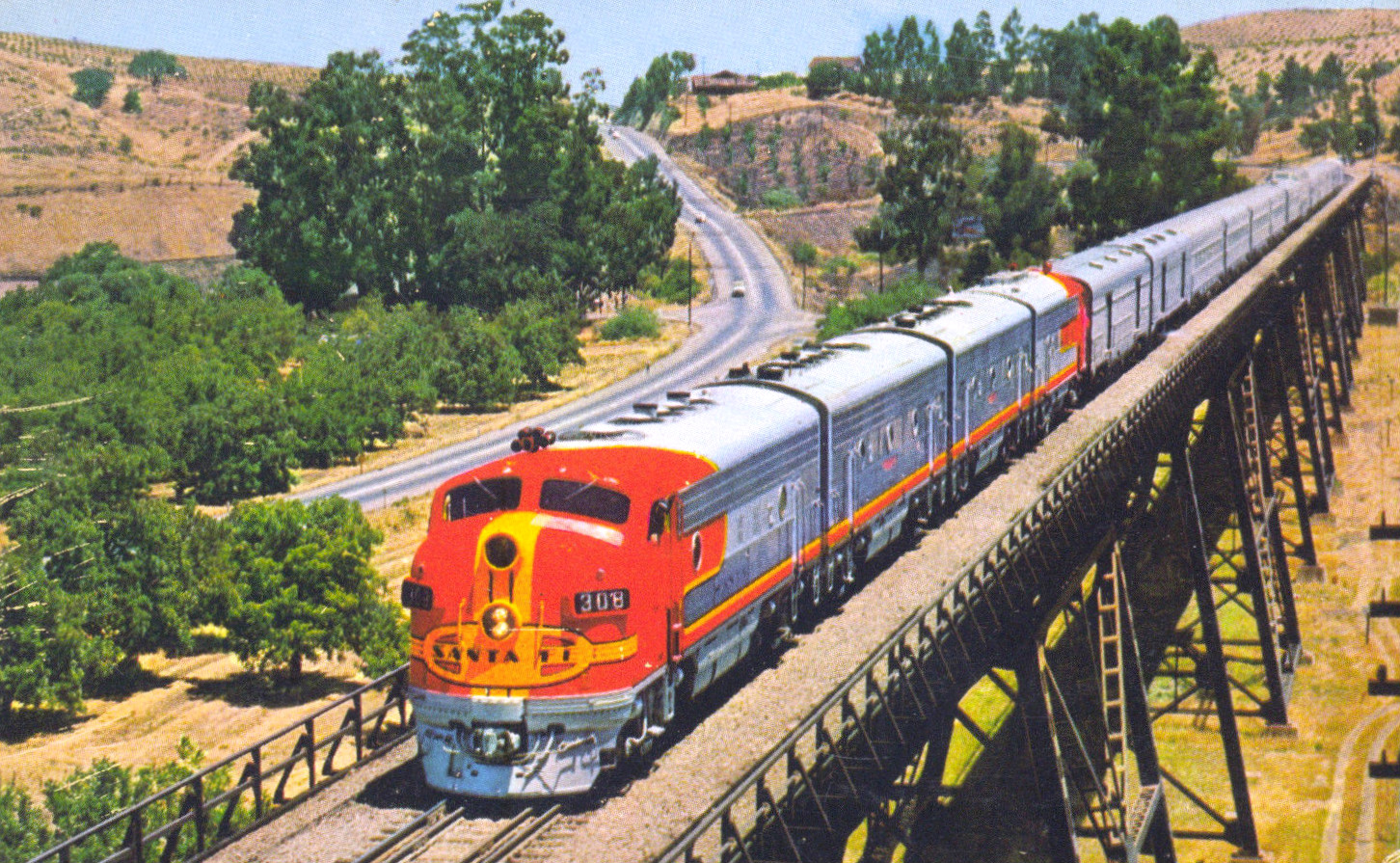
Sante Fe Chief.

Pamis les nombreux trains réguliers citons :
- The Angel, San Francisco / Los Angeles / San Diego ;
- The California Express, Chicago, Illinois / Kansas City, Missouri / Los Angeles, Californie ;
- The California Limited, Chicago, Illinois / San Francisco, Californie via Los Angeles ;
- The Chicago Express, Newton, Kansas / Chicago, Illinois ;
- The Chicago-Kansas City Flyer, Chicago, Illinois / Kansas City, Missouri ;
- The Chief, Chicago, Illinois / Los Angeles, Californie ;
- El Capitan, Chicago, Illinois / Los Angeles, Californie ;
- The Golden Gate, Oakland, Californie / Bakersfield, Californie ;
- The Grand Canyon Limited, Chicago, Illinois / Los Angeles, Californie ;
- The Hopi, Los Angeles, Californie / Chicago, Illinois ;
- The Kansas City Chief, Kansas City, Missouri / Chicago, Illinois ;
- The Navajo, Chicago, Illinois / San Francisco, Californie via Los Angeles ;
- The Oil Flyer, Kansas City, Missouri / Tulsa, Oklahoma ;
- The Overland Limited, Chicago, Illinois / Los Angeles, Californie/ Phoenix, Arizona ;
- The Ranger, Kansas City, Missouri / Chicago, Illinois ;
- The Saint, San Diego, Californie / Los Angeles, Californie / San Francisco, Californie ;
- The San Francisco Chief, San Francisco, Californie via Los Angeles / Chicago, Illinois ;
- The Santa Fe de Luxe, Chicago, Illinois / Los Angeles, Californie / San Francisco, Californie ;
- The Scout, Chicago, Illinois / San Francisco, Californie via Los Angeles ;
- The Super Chief, Chicago, Illinois / Los Angeles, Californie ;
- The Texas Chief, Galveston, Texas sur le GC&SF / Chicago, Illinois ;
- The Tourist Flyer, Chicago, Illinois / San Francisco, Californie via Los Angeles ;
- The Valley Flyer, Oakland, Californie / Bakersfield, Californie.

## Le logo et les livrées
Dans les années 1800, le logo était le lion britannique en hommage à leur aide financière. Puis ce fut la croix bleue avec inscriptions blanches, puis la croix bleue sur fond jaune de 1960 à 1974 et la croix jaune avec inscriptions noires.
Pour les premières locomotives diesels de voyageurs apparues en 1936, la livrée était dorée sur les faces et côtés supérieurs tandis que le bas était vert olive surmonté d'une bande vert olive. La toiture était gris ardoise. Un an plus tard, avec la sortie de la locomotive EMD E1, apparut la fameuse livrée Warbonnet rouge et argent symbolisant le couvre-chef de cérémonie des Indiens. Le logo, connu sous le nom de "cigar band", et situé sur le nez de la locomotive, était constitué par la croix jaune étirée, un cercle jaune et inscriptions Santa Fe noires dans le style Art Deco.
Lorsque l'Amtrak prit en charge le transport de voyageurs, le Santa Fe repeignit les quelques locomotives pour trains de voyageurs qu'il conserva dans la livrée Bluebonnet et les affecta aux marchandises.
Pour les locomotives diesel de fret, il y eut entre 1934 et 1960, les switchers qui étaient noires avec sur le nez, la croix bleue avec l'inscription Santa Fe blanche. Puis de 1960 à 1974, ce fut la croix bleu foncé sur fond jaune avec inscription Santa Fe en jaune. À partir de 1972 jusqu'en 1996 et même sous l'ère du BNSF, ce fut le retour du Yellowbonnet. En juillet 1989 ce fut la résurrection du Warbonnet appliqué pour la première fois sur du fret avec le logo Santa Fe et même BNSF. Il était à l'origine réservé aux locomotives de la "Super Fleet" utilisées sur des trains de marchandises rapides entre Chicago et la Californie.
Actuellement la livrée est orange et vert foncé. Lors du bicentenaire, il y eut la livrée bleu blanc rouge et en 1984, la livrée Kodachrome avec les lettres SF en jaune, anticipant le projet avorté de la fusion Southern Pacific/Santa Fe.

## Les ferries
Afin d'acheminer les voyageurs du The Angel et du The Saint, la compagnie exploitait trois ferries entre Oakland et San Francisco. Mais face à la dépression de 1929 et à la concurrence de SP possédant la plus grande flotte de ferries au monde, le service fut arrêté en 1933.